# Operación Asustarse
La Operación Asustarse (en inglés Operation Freakout), también conocida como Operación PC Asustarse (en inglés Operation PC Freakout), fue un plan encubierto de la Iglesia de la Cienciología para que Paulette Cooper fuese encarcelada o internada en un hospital psiquiátrico. El plan, llevado a cabo en 1976 tras años de demandas y acoso encubierto por parte de la Cienciología, fue realizado porque percibieron como una amenaza un libro muy crítico, El escándalo de la Cienciología. El FBI encontró evidencias de la trama y la anterior campaña de hostigamiento durante una investigación de la Iglesia de la Cienciología en 1977, que finalmente llevó a la Iglesia de la Cienciología a compensar a Cooper en un acuerdo extrajudicial.

## Antecedentes
Cooper, una periodista independiente y escritora, había empezado a investigar la Cienciología en 1968 y escribió un artículo crítico sobre ella en la revista Queen (actualmente conocida como Harper's Bazaar) en 1969. La Cienciología rápidamente la demandó por difamación, añadiendo Queen a las docenas de publicaciones británicas a las que ya había demandado.
Sin inmutarse, Cooper extendió su artículo en un libro completo, El escándalo de la Cienciogía (con el subtítulo Un examen escalofriante de la naturaleza, creencias y prácticas de la "religión de ahora"). Fue publicado por Tower Publications, Inc. de Nueva York en el verano de 1971. La Cienciología respondió demandándola en diciembre de 1971, pidiendo 300 000 por "declaraciones falsas, libelos y difamaciones sobre la Iglesia".

## 1972–1976: Operaciones Daniel y Dinamita
Cooper fue vista como un objetivo de alta prioridad para la Oficina del Guardián de la Cienciología, que actuaba como una agencia de inteligencia, una oficina jurídica y un despacho de relaciones públicas. El 29 de febrero de 1972 el tercer encargado más importante, Jane Kember, envió una directiva a Terry Milner, el delegado de la Oficina del Guardián para Inteligencia en los Estados Unidos, instruyéndoles a coleccionar información sobre Paulette Cooper de modo que pudiera ser "manipulable". 
En respuesta, Milner le encargó a su subordinado "atacarla de todas las maneras posibles" y emprender una "exposición a gran escala de la vida sexual de PC [Paulette Cooper]", un plan que se denominó Operación Daniel.
Cooper les demandó el 30 de marzo de 1972, pidiendo 15,4 millones de dólares por daños por acoso. No obstante, la Cienciología continuó con el hostigamiento, entre otras cosas, con pintadas, llamadas telefónicas obscenas y suscribiéndola a listas de correo pornográficas. También recibió amenazas de muerte anónimas y sus vecinos recibieron cartas que decían que tenía una enfermedad venérea.

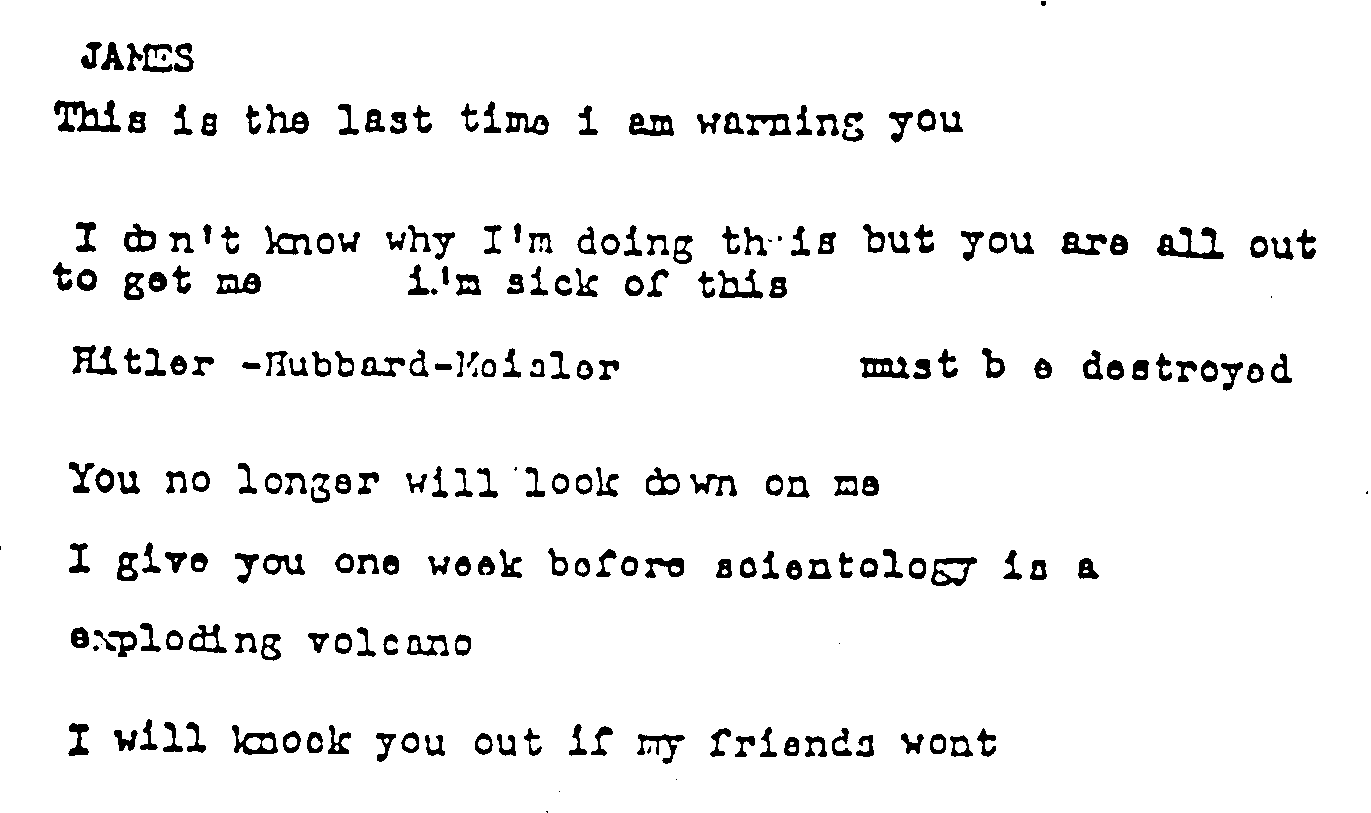
La segunda de las dos amenazas de bomba falsificadas.

En diciembre de 1972, la Cienciología lanzó la Operación Dinamita. Ese mes, una mujer que decía que solicitaba fondos para la Unión de Trabajadores de las Granjas robó papelería del apartamento de Cooper. Unos días después, la Iglesia de la Cienciología de Nueva York recibió dos amenazas de bomba anónimas. El siguiente mes de mayo, Cooper fue acusada de hacer amenazas de bomba y procesada por un gran jurado federal. Las amenazas habían sido escritas en papeles suyos, que tenían sus huellas dactilares.
El caso fue archivado en 1975 con una orden de sobreseimiento del fiscal de los EE. UU., pero no fue hasta finales de 1977 cuando el FBI descubrió que las amenazas de bomba habían venido de la Oficina del Guardián. Un informe de la misma época enviado a dos personas de la Oficina del Guardián escribió en una lista de tareas realizadas con éxito: "Conspiré para entrampar a la Srta. Adorable para que fuese arrestada por una felonía que ella no había cometido. Ella fue procesada por el crimen".
La Cienciología demandó de nuevo a Cooper en 1975 en el Reino Unido y los Estados Unidos y en Australia en 1976.
La Cienciología importó libros de Cooper en países extranjeros con el propósito específico de demandarla en jurisdicciones donde las leyes de difamación más eran estrictas que en los Estados Unidos.

## 1976: Operación Asustarse
En la primavera de 1976, la Oficina del Guardián decidió iniciar la operación con el ánimo de "tener a P. C. [Paulette Cooper] encarcelada en una institución mental o en la cárcel, o al menos golpearla tan fuerte que pare de atacar". Los documentos del plan, datados del 1 de abril de 1976, declaraban que el ánimo era "quitar a PC [Paulette Cooper] de su posición de poder de modo que no pueda atacar a la I de C [Iglesia de la Cienciología]".
En su inicio la Operación Asustarse consistía en tres diferentes planes (o "canales", como los llamaba oficialmente la Oficina del Guardián), diseñado para implicarla por descender de judíos:
- Primero, una mujer imitaría la voz de Paulette Cooper y haría llamadas telefónicas a consulados árabes en la Ciudad de Nueva York.
- Segundo, se enviaría una carta amenazante a un consulado árabe de forma que pareciese que la había mandado Paulette Cooper.
- Tercero, un cienciólogo voluntario debía hacerse pasar por Paulette Cooper y amenazar al entonces presidente Gerald Ford y luego al secretario de Estado Henry Kissinger. Un segundo cienciólogo podría informar después al FBI de la amenaza.[5]

Se añadieron dos planes adicionales a la Operación Asustarse el 13 de abril de 1976. Un cuarto plan encargaba a los agentes de la Cienciología a recabar información de Cooper de modo que los otros tres planes pudiesen realizarse. Un quinto plan consistía en que un cienciólogo avisara a un consulado árabe por teléfono de que Paulette Cooper había estado hablando de bombardearles. Al final se añadió un sexto plan. Era volver a realizar la trama de 1972, requiriendo a los Cienciólogos que obtuvieran las huellas dactilares de Paulette Cooper en un papel en blanco, mecanografiar una carta amenazante a Kissinger en ese papel y enviarla. Bruce Raymond, de la Oficina del Guardián, escribió en un informe interno: "Este canal adicional (el sexto plan) la va a apartar definitivamente. Tendrá lugar junto con los otros canales. El FBI ya piensa que ella hizo las amenazas de bomba a la I de la C [Iglesia de la Cienciología] en 1972".
El 31 de marzo de 1976, Jane Kember escribió a Henning Heldt, el delegado de la Oficina del Guardián de EE. UU., para que le pusiera al corriente de la situación:

PC [Paulette Cooper] sigue resistiéndose a pagar el dinero pero el juicio sigue en PT [present time, actualmente] [...] pídale a su abogado que se comunique con ella y que también se encargue de lo de PC para que obtenga datos que podamos poner en los escritos sobre ella. Si quieres documentos legales, de aquí en adelante proveeremos. Entonces si ella sigue declinando a venir nosotros pondremos los escritos sobre ella antes de que llegue a CW Clearwater, ya que no queremos que nos vean siendo públicamente brutales con una patética víctima de un campo de concentración.

## Descubrimiento y posterioridad

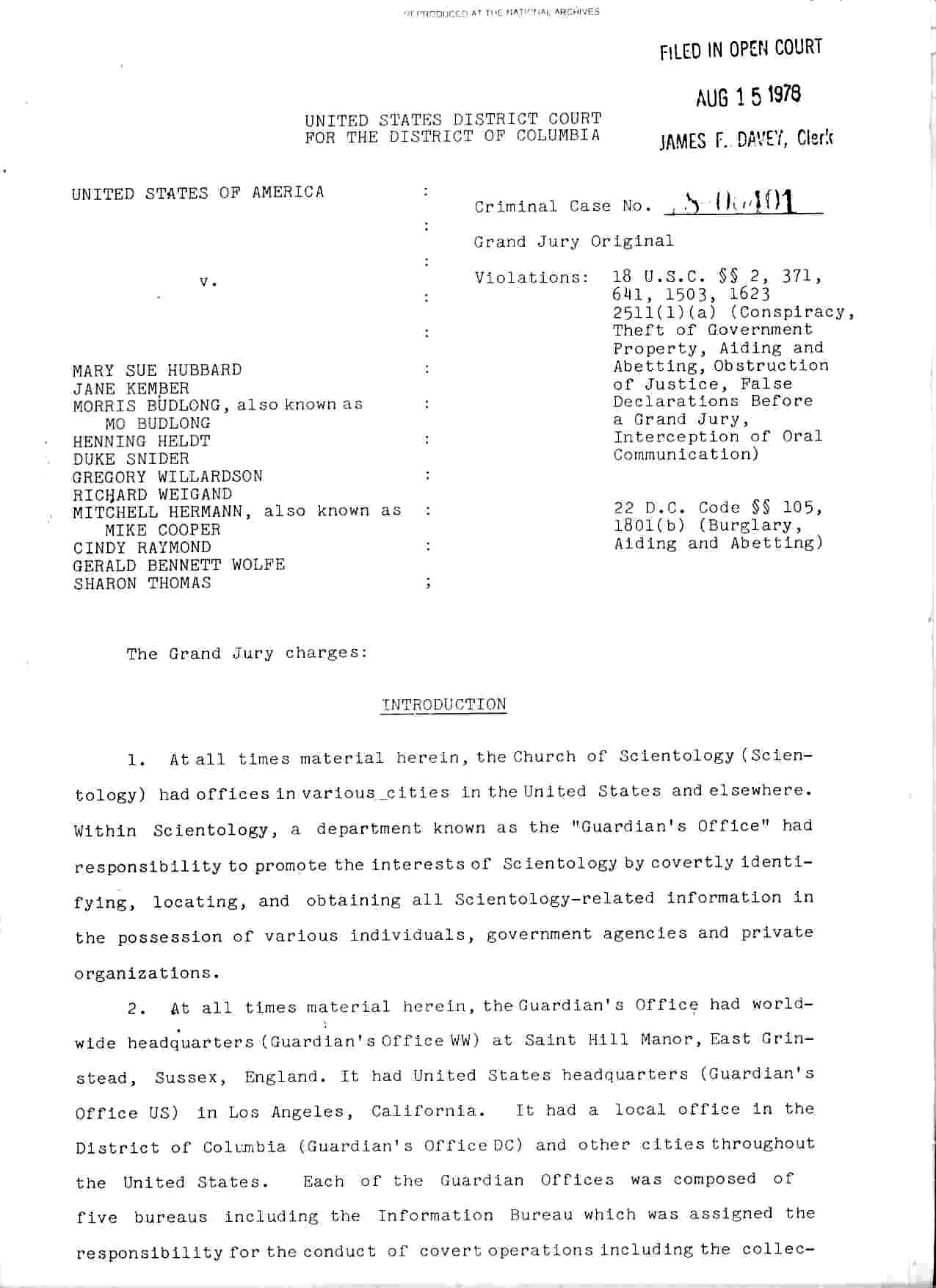
Cargos del Gran Jurado, Introducción, Estados Unidos de América v. Mary Sue Hubbard, Tribunal de Distrito de los Estados Unidos para el Distrito de Columbia, 1979.

Finalmente, la Operación Asustarse nunca se llevó a efecto. El 11 de junio de 1976, dos agentes de la Cienciología, Michael Meisner y Gerald Bennet Wolfe, fueron atrapados en el acto de intento de robo en un palacio de justicia en Washington D. C. cuando estaban llevando a cabo la Operación Blancanieves de la Oficina del Guardián. La Cienciología buscó poner fin rápidamente a la disputa con Cooper en diciembre de 1976 cuando propuso llegar a un acuerdo con ella, con la condición de que no volviera a publicar o a comentar sobre el El escándalo de la Cienciología y le diese los derechos de autor del libro a la Iglesia de la Cienciología.
El 8 de julio de 1977, no obstante, el FBI hizo una redada en las oficinas de la Cienciología en Los Ángeles y Washington D. C., incautando unos 48 000 documentos. Revelaron hasta qué punto la Cienciología había llevado a cabo "campañas criminales de vilipendio, sustracciones y robos [...] contra individuos y organizaciones privadas y públicas", como expresó el fiscal del gobierno de EE. UU. Los documentos fueron posteriormente lanzados al público, lo que permitió que Cooper y el mundo en general conociesen los detalles de la Operación Asustarse.
En algún momento durante 1977, según una declaración jurada dada por Margery Wakefield, en la Oficina del Guardián hubo una reunión secreta donde se planearon dos asesinatos. El primero de ellos fue el de un joven que se había marchado de la Cienciología y había sido captado de nuevo y el segundo fue el asesinato de Cooper, a la cual planeaban matar de un disparo. Se desconoce si este plan se intentó.
Aunque al final nadie fue acusado por el acoso a Cooper, la amplia campaña de actividad criminal fue perseguida con éxito por el Gobierno de los Estados Unidos. Mary Sue Hubbard, Jane Kember, Henning Heldt, Morris Budlong, Duke Snider, Dick Weigand, Greg Willardson, Mitchell Hermann y Cindy Raymond fueron acusados por un gran jurado federal por los cargos de robo, sustracción, conspiración y otros crímenes. Con la excepción de Kember y Budlong, los acusados acordaron no contestar ante la presentación de la evidencia. Kember y Budlong fueron condenados separadamente tras ser extraditados al Reino Unido. Todos los acusados fueron encarcelados, llegando a pasar hasta cuatro años en la cárcel. Casualmente, fueron juzgados y condenados en el mismo tribunal donde sus agentes habían sido sorprendidos robando.
La Iglesia de la Cienciología llevó a cabo al menos 19 demandas contra Cooper entre 1970 y 1980, lo que Cooper consideró parte de "una típica campaña de trucos sucios de la Cienciología" y el abogado de Cooper, Michael Flynn, dijo que estaba motivado por la declaración de L. Ronald Hubbard de que el propósito de "hostigar y desalentar". Cooper dejó sus acciones legales contra la Cienciología en 1985 después de llegar a un acuerdo extrajudicial.